# Alois Dvorský
Alois Dvorský, vlastním jménem Alois Vaníček, křtěný Alois Jan (24. října 1883 Hořice v Podkrkonoší – 10. října 1966 Praha), byl český herec-komik.
Narodil se jako nejstarší dítě do rodiny Jana Vaníčka a jeho manželky Marie Čiháčkové. Měl ještě mladší sestry Annu (1885), Marii (1886), Aloisii (1889), a mladšího bratra Františka (1891).

## Život
Během svého života natočil 172 československých filmů, většinou se ale jednalo pouze o role malé či epizodní. První film natočil již v roce 1922.  Mezi jeho větší filmové role v němých filmech, patří opilec Novák ve filmu Otec a syn (1925),ve zvukovém filmu pak pan domácí ve filmu Život je pes (1933),  statkář Petr Ivanovič Dobšinský ve filmu Revizor (1933), nerudný majitel vily ve filmu Hej-Rup! (1934), dědeček ve filmu Hrdina jedné noci (1935), účetní Dlouhý starající se o malou neteř ve filmu Naše XI. (1936),slepý flašinetář Outrata ve filmu Lízin let do nebe (1937), hospodář Josef Zmok ve filmu Ducháček to zařídí (1938), korespondent Málek ve filmu Teď zas my (1939). Po roce 1945, pak starý Bartoš ve filmu Kavárna na hlavní třídě (1953), a nakonec po střeše lezoucí stařeček se sekyrou ve filmu Káťa a krokodýl, kdy mu už bylo 82 let.
Hrát divadlo začal již na počátku 20. století, kdy účinkoval jako komik v různých venkovských a kočovných divadelních společnostech, později působil v Praze, kde také prošel celou řadou zdejších divadel.
Dne 25. srpna 1919 se v Poděbradech oženil s divadelní herečkou Růženou Šťastnou (* 1893).
Úplně poslední roličky ztvárnil jen nedlouho před svou smrtí v roce 1966 ve snímku Kdo chce zabít Jessii? a v televizním seriálu Klabzubova jedenáctka.

## Filmografie, výběr
- 1922 Proč se nesměješ
- 1923 Únos bankéře Fuxe
- 1925 Vyznavači slunce
- 1926 Dobrý voják Švejk
- 1929 Neviňátka
- 1931 Dobrý voják Švejk
- 1932 Lelíček ve službách Sherlocka Holmese
- 1933 Revizor
- 1934 Hej rup!
- 1934 Polská krev
- 1935 Jedenácté přikázání
- 1935 Ať žije nebožtík
- 1935 Jedna z milionu
- 1937 Hlídač č. 47
- 1938 Lucerna
- 1938 Škola základ života
- 1938 Panenka
- 1939 Dívka v modrém
- 1939 Ženy u benzinu
- 1942 Městečko na dlani
- 1942 Karel a já
- 1944 Prstýnek
- 1945 Rozina sebranec
- 1950 Zocelení
- 1950 Bylo to v máji
- 1950 Posel úsvitu
- 1951 Císařův pekař - Pekařův císař
- 1951 Mikoláš Aleš
- 1952 Dovolená s Andělem
- 1955 Čert a Káča
- 1956 Hrátky s čertem
- 1957 Florenc 13.30
- 1957 Páté kolo u vozu
- 1957 Poslušně hlásím
- 1959 Dařbuján a Pandrhola
- 1959 Princezna se zlatou hvězdou
- 1961 Florián
- 1964 Limonádový Joe aneb Koňská opera
- 1964 Bláznova kronika
- 1965 Káťa a krokodýl
- 1966 Kdo chce zabít Jessii?

## Zajímavost
Patrně jako jediný český herec ve 20. století hrál ve všech 3 filmových verzích Haškova románu Osudy dobrého vojáka Švejka za světové války.